# سانتا سيسيليا دو بافاو
سانتا سيسيليا دو بافاو (بالبرتغالية: Santa Cecília do Pavão‏) بلدية في ولاية بارانا في المنطقة الجنوبية من البرازيل.